# 基督普世君王节
基督普世君王节，又译为圣王基督节、耶稣君王节等，是天主教和部分聖公宗以及信義宗會慶祝的禮儀和節日，为纪念耶稣基督即将道成肉身、降世为王而设立。
基督普世君王节最初于1925年由教宗庇护十一世确定为天主教的正式节庆。1969年教宗保禄六世新修订的罗马普通历法中，该节日改为常年期的最后一个主日，最早为11月20日，最晚则为11月26日。